# Andreas Anderhub
Andreas Anderhub (* 2. Februar 1945 in Schlangenbad) ist ein deutscher Bibliothekar.

## Leben und Wirken
Andreas Anderhub studierte Geschichte, Politikwissenschaft und Geographie an der Universität Frankfurt/M. Nach seinem Staatsexamen für den höheren Schuldienst 1970 promovierte er dort im Jahre 1975. Bereits 1973 war er als Bibliotheksreferendar an der Landesbibliothek Wiesbaden bzw. der Universitäts- und Landesbibliothek Darmstadt in die Ausbildung für den höheren Bibliotheksdienst eingetreten und legt 1975 die Fachprüfung hierfür an der Bibliotheksschule Frankfurt/M. ab. Von 1975 bis 1980 arbeitete er als wissenschaftlicher Bibliothekar an der Universitätsbibliothek Gießen. 1980 wechselte er an die Amerika-Gedenkbibliothek in Berlin und wurde dort 1981 zum Bibliotheksdirektor ernannt. Im Jahre 1988 übernahm er als Leitender Bibliotheksdirektor die Führung der Universitätsbibliothek Mainz. 2011 trat er dort in den Ruhestand.
In seinen Veröffentlichungen beschäftigt sich Anderhub u. a. mit Bibliotheksgeschichte und der Verwaltungsgeschichte von Hessen-Nassau.

## Schriften
- Verwaltung im Regierungsbezirk Wiesbaden 1866–1885 (= Veröffentlichungen der Historischen Kommission für Nassau, Bd. 22). Wiesbaden 1977 (Dissertation Universität Frankfurt/M.).
- Das Antoniterkreuz in Eisen. Zur Geschichte der Universität Gießen während des Ersten Weltkriegs. Gießen 1979.
- Die Giessener Studenten in der Schlussphase der Weimarer Republik oder wie Mildred und Arvid Harnack zu Gegnern des Nationalsozialismus wurden. In: Mitteilungen des Oberhessischen Geschichtsvereins Gießen, N.F., Bd. 65 (1980), S. 87–113.
- Grundzüge einer Quellenkunde zur Bibliotheksgeschichte. In: Peter Vodosek (Hrsg.): Bibliotheksgeschichte als wissenschaftliche Disziplin (= Wolfenbütteler Schriften zur Geschichte des Buchwesens, Bd. 7). Harrassowitz, Wiesbaden 1980, S. 143–156, ISBN 3-7762-0204-1.
- (mit Jack O. Bennett): Blockade, Luftbrücke und Luftbrückendank. Zur Geschichte der Krise um Berlin 1948/49. Presse- und Informationsamt des Landes Berlin 1984.
- Der Weg vom Herzogtum Nassau zum preußischen Regierungsbezirk Wiesbaden. In: Peter Baumgart (Hrsg.): Expansion und Integration. Zur Eingliederung neugewonnener Gebiete in den preußischen Staat (= Neue Forschungen zur brandenburgisch-preußischen Geschichte, Bd. 5). Böhlau, Köln 1984, S. 403–420, ISBN 3-412-06683-4.
- (Red.): Bibliotheken in Berlin. Spiess, Berlin 1988.
- (Mitarb.): Entgelte in Bibliotheken. Wechselwirkungen zwischen Gebühren und Dienstleistungen (= DBI-Materialien, Bd. 76). Deutsches Bibliotheksinstitut, Berlin 1988, ISBN 3-87068-876-9.
- (Hrsg., mit Berthold Roland): Die Bastille. Symbolik und Mythos in der Revolutionsgraphik. Eine Ausstellung des Landesmuseums Mainz und der Universitätsbibliothek Mainz. Schmidt, Mainz 1989, ISBN 3-87439-192-2.
- Zwischen Umbruch und Tradition. Die Berliner Volksbüchereien während der Zeit des Nationalsozialismus. In: Peter Vodosek (Hrsg.): Bibliotheken während des Nationalsozialismus. Bd. 1 (= Wolfenbütteler Schriften zur Geschichte des Buchwesens, Bd. 16). Harrassowitz, Wiesbaden 1989, S. 235–259, ISBN 3-447-02947-1.
- Zentral, dezentral, egal? In: Antonius Jammers (Hrsg.): Planen und Gestalten. Festgabe für Günter Baron anlässlich seines Ausscheidens aus dem Amt des Ständigen Vertreters des Generaldirektors der Staatsbibliothek zu Berlin (= Beiträge aus der Staatsbibliothek zu Berlin – Preußischer Kulturbesitz, Bd. 13). Reichert, Wiesbaden 2001, ISBN 3-89500-224-0, S. 31–38.
- Ansätze zur Verankerung der Schulungsangebote der Bibliotheken in das Studium. In: Margit Brauer (Hrsg.): Bibliotheken und Informationseinrichtungen – Aufgaben, Strukturen, Ziele. Arbeitsgemeinschaft der Spezialbibliotheken, Sektion 5 im Deutschen Bibliotheksverband, Jülich 2003, S. 179–197.
- (Mitarb.): Preußen in der Rhein-Main-Region – 1866. Annexion als Modernisierung? Verein für Geschichte und Landeskunde Bad Homburg vor der Höhe 2013, ISBN 978-3-933921-15-4.
- Verwaltungshandeln in den neu erworbenen Territorien. Wie die preußische Verwaltung auf dem Lande funktionierte. Der Untertaunuskreis in den zwei Jahrzehnten nach 1866. In: Mitteilungen des Vereins für Geschichte und Landeskunde Bad Homburg vor der Höhe, Bd. 62 (2013), S. 41–71.